# Aristelliger
Genre
Aristelliger est un genre de geckos de la famille des Sphaerodactylidae.

## Répartition
Les espèces de ce genre se rencontrent dans le nord de l'Amérique du Sud, en Amérique centrale et dans les Caraïbes.

## Description
Ce sont des espèces nocturnes et arboricoles.

## Liste des espèces
Selon The Reptile Database (30 mai 2012) :
- Aristelliger barbouri Noble & Klingel, 1932
- Aristelliger cochranae Grant, 1931
- Aristelliger expectatus Cochran, 1933
- Aristelliger georgeensis (Bocourt, 1873)
- Aristelliger hechti Schwartz & Crombie, 1975
- Aristelliger lar Cope, 1861
- Aristelliger praesignis (Hallowell, 1856)
- Aristelliger reyesi Diaz & Hedges, 2009

## Publication originale
- Cope, 1862 "1861" : On the genera Panolopus, Centropyx, Aristelliger and Sphaerodactylus. Proceedings of the Academy of Natural Sciences of Philadelphia, vol. 13, p. 494-500 (texte intégral).